# Jazz & Rock Schulen Freiburg
Die Jazz & Rock Schulen Freiburg (kurz: J&RSF) sind eine Musikschule in Freiburg im Breisgau.

## Geschichte
Die Musikschule wurde 1984 als „Jazz & Rock Schule Freiburg“ gegründet.
Im Rahmen des International Music College Freiburg, einem staatlich anerkannten Berufskolleg, wurde eine Ausbildung zum Profimusiker im Bereich Rock, Pop und Jazz angeboten. Dieses ging 2011 in der Hochschule für Kunst, Design und Populäre Musik Freiburg auf, die  fortan den Bachelorstudiengang Populäre Musik anbot.

## Bereiche und Kooperationen
Die Jazz & Rock Schulen Freiburg gliedern sich in zwei Bereiche:
- Allgemeine Musikschule Freiburg (Einzel- und Gruppenunterricht, Bands und Chöre)
- Zentrum für Musikpädagogik Freiburg (Fortbildungen in Kooperation mit der Popakademie Mannheim)

Die J&RSF sind Partnerschule des Berklee College of Music.

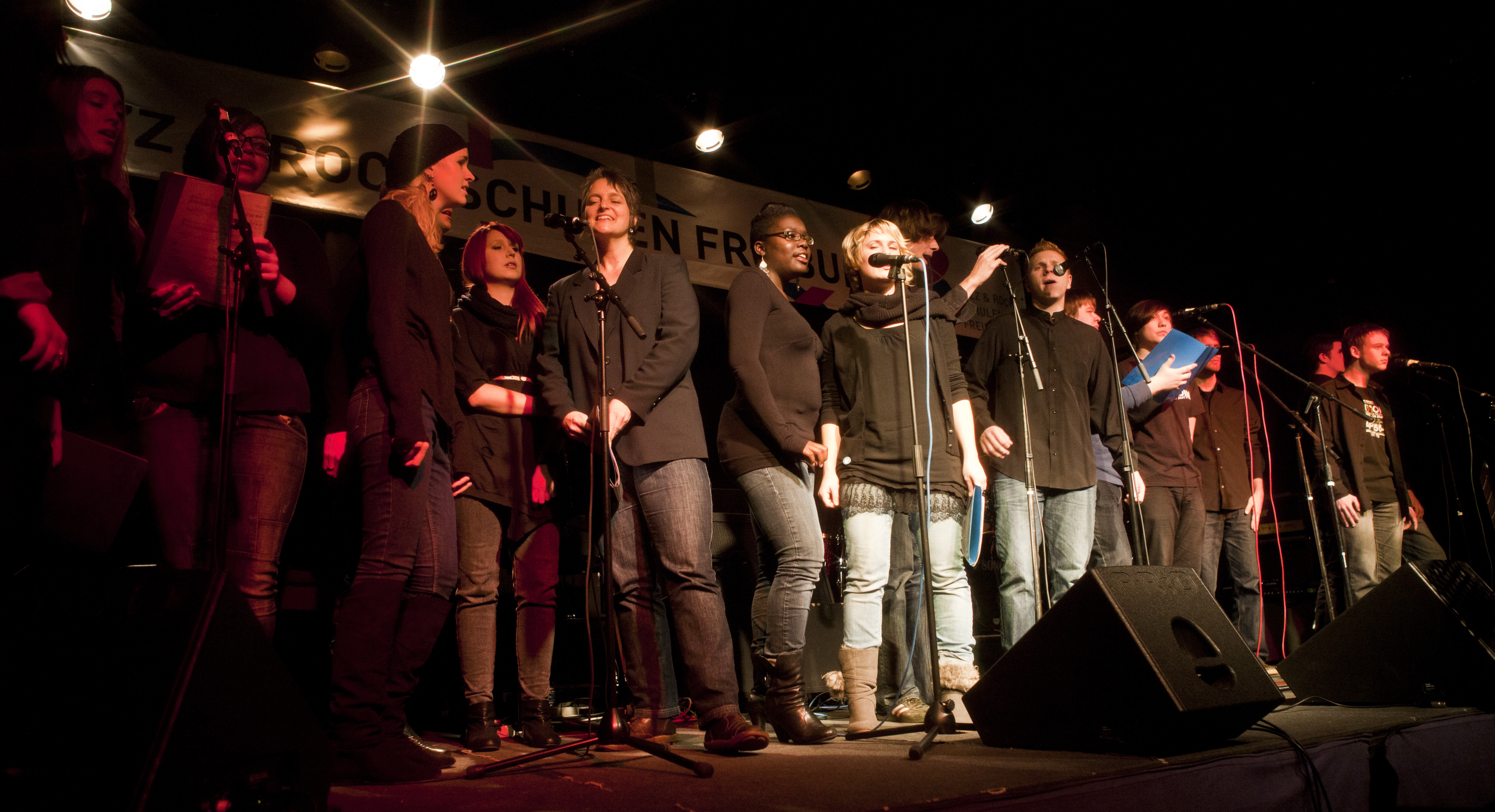
Konzert der Berklee-Studierenden im Auditorium der J&RS

### Bekannte ehemalige Studenten
- Uwe Bossert, Gitarrist der Pop-Rockband Reamonn
- Max Mutzke, Sänger
- Bahar Kızıl, Sängerin der Girlgroup Monrose (Gitarrenunterricht)
- Deniz Erarslan, Gitarrist der Hamburger Rockband Fotos
- Sven Kühbauch, Gitarrist und Autor

## Dozenten
Gary Barone (Trompete, Band), Celina Burger (Body Awareness), Florian Enderle (Grundlegende Gehörbildung), Norbert Gottschalk (Gesang, Sightreading, Band), Manuel Halter (Klavier), Frank Haunschild (Gitarre, Theorie und Gehörbildung, Band), Bernd Heitzler (Bass, Band), Kilian Heitzler (Rhythmik, Band), Andy Herrmann (Piano), Bernhard G. Hofmann (Arrangement, Studienleitung), German Klaiber (Bass, Band), Klaus Müller (Band), Hiram Mutschler (Schlagzeug, Improvisation Schlagzeug, Band), Gusztav Off (Piano), Leonardo Palacios-Paz (Band), Christian Pertschy (Artistdevelopment), Roland Pfeiffer (Gitarre, Sightreading, Studio, Band), Annette Riesterer (Gesang, Backing Vocal Techniques), Holger Rohn (Band), Andreas Rubin-Schwarz (Musikbusiness), Christof Steier (Bass, Band), Tom Timmler (Saxophon, Improvisation, Band), Christian Torkewitz (Musikpädagogik, Saxophon, Klavier, Popmusikgeschichte)

### Gastdozenten
Michael Abene, Eric Alexander, Jimmy Cobb, Carla Cook, Larry Coryell, Udo Dahmen, Gerhard Daum, Gilson De Assis, Scott DeOgburn, Joe Diorio, Kermit Driscoll, Jody Fisher, Jeff Galindo, Ken Cervenka, George Garzone, Lincoln Goines, Danny Gottlieb, Anita Gravine, George Gruntz, Billy Hart, Scott Henderson, Peter Herbolzheimer, Wolfgang Lackerschmid, Joe Lovano, Albert Mangelsdorff, Matt Marvuglio, Ron McClure, Donna McElroy, Adrian Mears, Pat Metheny, Hendrik Meurkens, Karlheinz Miklin, Larry Monroe, Dennis Montgomery III, Vinnie Moore, Lauren Newton, Adam Nussbaum, Jim Odgren, Tiger Okoshi, Fritz Pauer, Rick Peckham, Bill Pierce, John Pierce, Bob Pilkington, Kim Plainfield, Ken Pullig, Ron Savage, Ben Sher, Matt Smith, Bob Stoloff, John Stowell, Harvie S., Allen Vizutti, Ernie Watts, Jiggs Whigham, Mark White, Gary Willis, Darcel Wilson, Joe Zawinul